# Bitwa pod Issos
Bitwa pod Issos – starcie zbrojne, które miało miejsce w listopadzie 333 p.n.e. podczas wojny Aleksandra Macedońskiego z Persją.

## Działania poprzedzające
Po zwycięstwie nad rzeką Granik wojska Aleksandra kolejno zajmowały perskie miasta w Azji Mniejszej. Rozproszone po półwyspie oddziały macedońskie ponownie zebrały się w roku 333 p.n.e. w pobliżu Gordion. Przeciwko nim wyruszył król perski Dariusz III. Aleksander pomaszerował w kierunku południowym, zamierzając zaatakować jego straż przednią, Dariusz skierował się jednak na północ, odcinając Macedończykom drogi zaopatrzeniowe. Ostatecznie w listopadzie 333 roku p.n.e. doszło do rozstrzygającej bitwy.
Persowie kierowali się w kierunku rzeki Pinaros w zatoce Issos. Tam na jednym z brzegów rzeki zamierzali oczekiwać na nadejście przeciwnika. Lewe skrzydło perskie osłaniały wzgórza, prawe natomiast chroniły wody rzeki. Wysoki brzeg rzeki, stromy na całej długości, a w niektórych miejscach nawet urwisty, Persowie umocnili palisadą. Pozycje wydawały się nie do zdobycia. Na lewym skrzydle ustawieni byli kardakes – Persowie uzbrojeni na wzór greckich hoplitów, a w centrum – najemni greccy hoplici.

## Bitwa
Aleksander, podobnie jak pod Granikiem, i tu zaatakował na czele swych doborowych konnych hetajrów, rozbijając kompletnie lewe skrzydło Persów. Macedończycy przedarli się przez lewy kraniec oddziałów kardakes, a ich jazda wpadła w lukę w perskim szyku. W tym czasie macedońska falanga ustawiona na lewo od Aleksandra wkroczyła przez rzekę do akcji. Oddziały ustawione naprzeciw kardakes pokonały nieprzyjaciela przy wsparciu hypaspistów Aleksandra, którzy zaatakowali Persów z flanki od tyłu. W pewnym momencie w szeregach macedońskich powstała luka, w którą wdarli się greccy najemnicy. W zażartej walce górę wzięli żołnierze macedońscy.
Równocześnie Aleksander ze skrzydła runął ze swoją jazdą na stojącą w centrum straż przyboczną Dariusza i walczących w jego armii greckich najemników. Wokół perskiego króla rozgorzała zawzięta walka, w której został niegroźnie raniony sam Aleksander. W końcu, obawiając się pojmania przez Macedończyków, Dariusz uciekł z pola bitwy.
Aleksander skierował wtedy hetajrów na pomoc swojemu lewemu skrzydłu. Mając macedońskich jeźdźców na swoich tyłach oraz nie widząc króla, armia perska rzuciła się do ucieczki.
Według macedońskich kronikarzy armia perska straciła 110 tysięcy ludzi, a Macedończycy jedynie 302. Historycy jednak zazwyczaj nie wierzą w podane przez nich liczby (zwłaszcza w tę pierwszą).
Ocenia się, że siły macedońskie liczyły około 35 tysięcy żołnierzy, a wojska perskie były prawdopodobnie trochę liczniejsze (choć na pewno nie liczyły 600 tysięcy, jak podawały niektóre antyczne źródła). Często można spotkać informację, że w armii perskiej było 30 tysięcy greckich najemników. Ta liczba również jest przyjmowana sceptycznie przez wielu historyków, chociaż zgodni są co do tego, że ci najemnicy stanowili istotną część armii perskiej.

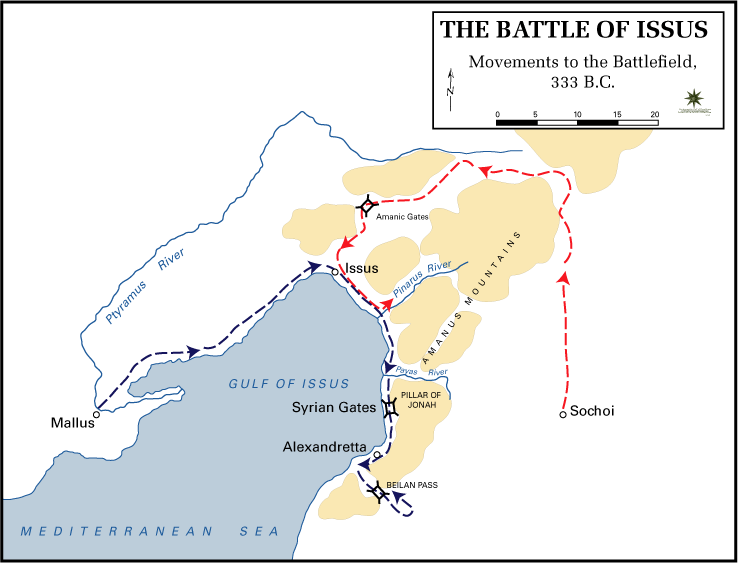
Manewry wojsk przed bitwą: Niebiesko zaznaczeni Macedończycy, czerwono – Persowie
Uszykowanie wojsk przed bitwą
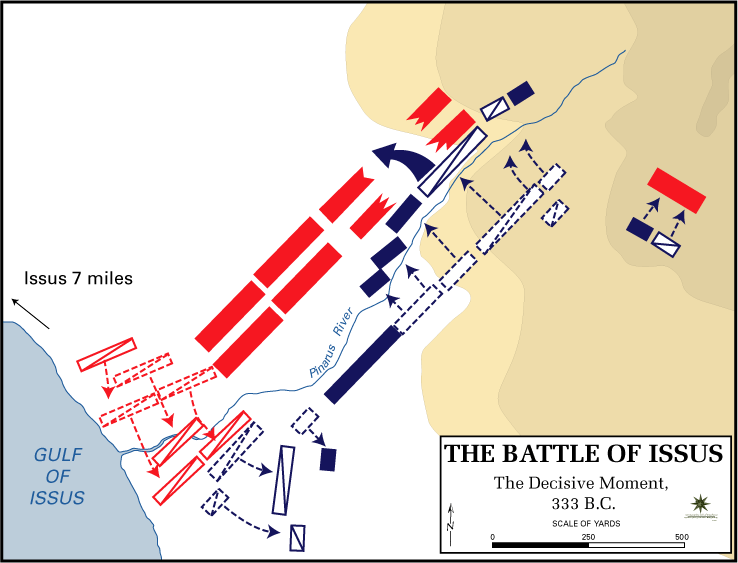
Decydujące, przełamujące uderzenie wojsk Aleksandra

## Znaczenie i skutki
- W trakcie pościgu Macedończycy zajęli perski obóz, w którym zdobyli bogate łupy i pojmali Sysygambis – matkę, Statejrę I – żonę króla Persów oraz jego córki: Statejrę II i Drypetis.
- Persja przestała być potęgą morską tracąc dostęp do Morza Śródziemnego.
- Władca Macedonii zdobył Syrię, północną Mezopotamię, Palestynę oraz (w następnym roku) opanował Egipt.

## W sztuce
- Bitwa Aleksandra z Dariuszem – mozaika z II wieku p.n.e., odnaleziona w Pompejach
- Bitwa Aleksandra Wielkiego z Dariuszem III pod Issos – obraz Albrechta Altdorfera z 1529 r.